# Lijst van brutoformules C23
Dit lemma is een onderdeel van de lijst van brutoformules met 23 koolstofatomen.

## C23H16
| Brutoformule                      | Naam             |
| --------------------------------- | ---------------- |
| {\displaystyle {\ce {C23H16O3}}}  | Difacinon        |
| {\displaystyle {\ce {C23H16O11}}} | Cromoglicinezuur |

## C23H17
| Brutoformule                    | Naam                                    |
| ------------------------------- | --------------------------------------- |
| {\displaystyle {\ce {C23H17P}}} | 2,4,6-trifenylfosforine ~ als fosforine |

## C23H19
| Brutoformule                          | Naam         |
| ------------------------------------- | ------------ |
| {\displaystyle {\ce {C23H19ClF3NO3}}} | Cyhalothrine |

## C23H22
| Brutoformule                           | Naam          |
| -------------------------------------- | ------------- |
| {\displaystyle {\ce {C23H22ClNO4}}}    | Mandipropamid |
| {\displaystyle {\ce {C23H22F7IN2O4S}}} | Flubendiamide |
| {\displaystyle {\ce {C23H22O6}}}       | Rotenon       |

## C23H23
| Brutoformule                         | Naam           |
| ------------------------------------ | -------------- |
| {\displaystyle {\ce {C23H23ClO6}}}   | Cyanobacterine |
| {\displaystyle {\ce {C23H23ClFNO5}}} | Elvitegravir   |

## C23H25
| Brutoformule                       | Naam           |
| ---------------------------------- | -------------- |
| {\displaystyle {\ce {C23H25N2}}}   | Malachietgroen |
| {\displaystyle {\ce {C23H25N3O5}}} | Topotecan      |

## C23H26
| Brutoformule                         | Naam                               |
| ------------------------------------ | ---------------------------------- |
| {\displaystyle {\ce {C23H26ClN3}}}   | Methylviolet 6B ~ als Methylviolet |
| {\displaystyle {\ce {C23H26ClN7O3}}} | Avanafil                           |
| {\displaystyle {\ce {C23H26N2O2}}}   | Solifenacine                       |
| {\displaystyle {\ce {C23H26N2O4}}}   | Brucine                            |
| {\displaystyle {\ce {C23H26O3}}}     | Fenothrine                         |

## C23H27
| Brutoformule                          | Naam        |
| ------------------------------------- | ----------- |
| {\displaystyle {\ce {C23H27Cl2N3O2}}} | Aripiprazol |
| {\displaystyle {\ce {C23H27FN4O2}}}   | Risperidon  |
| {\displaystyle {\ce {C23H27FN4O3}}}   | Paliperidon |
| {\displaystyle {\ce {C23H27NO2}}}     | Octocryleen |

## C23H28
| Brutoformule                          | Naam       |
| ------------------------------------- | ---------- |
| {\displaystyle {\ce {C23H28F2N6O4S}}} | Ticagrelor |

## C23H29
| Brutoformule                      | Naam        |
| --------------------------------- | ----------- |
| {\displaystyle {\ce {C23H29NO3}}} | Propiverine |
| {\displaystyle {\ce {C23H29NO3}}} | Propiverine |

## C23H30
| Brutoformule                     | Naam         |
| -------------------------------- | ------------ |
| {\displaystyle {\ce {C23H30O3}}} | Etretinaat   |
| {\displaystyle {\ce {C23H30O4}}} | Spiromesifen |

## C23H32
| Brutoformule                        | Naam                                                      |
| ----------------------------------- | --------------------------------------------------------- |
| {\displaystyle {\ce {C23H32N2}}}    | 1,3-diadamantyl-imidazool-2-ylideen ~ als Stabiel carbeen |
| {\displaystyle {\ce {C23H32N2O4}}}  | Pinoxaden                                                 |
| {\displaystyle {\ce {C23H32N6O4S}}} | Vardenafil                                                |

## C23H33
| Brutoformule                               | Naam       |
| ------------------------------------------ | ---------- |
| {\displaystyle {\ce {C23H33GdN3O11^{3+}}}} | Gadoxetaat |

## C23H34
| Brutoformule                     | Naam         |
| -------------------------------- | ------------ |
| {\displaystyle {\ce {C23H34O5}}} | Treprostinil |

## C23H36
| Brutoformule                       | Naam         |
| ---------------------------------- | ------------ |
| {\displaystyle {\ce {C23H36N2O2}}} | Finasteride  |
| {\displaystyle {\ce {C23H36O7}}}   | Pravastatine |

## C23H38
| Brutoformule                           | Naam       |
| -------------------------------------- | ---------- |
| {\displaystyle {\ce {C23H38N7O17P3S}}} | Acetyl-CoA |

## C23H42
| Brutoformule                      | Naam                                                                  |
| --------------------------------- | --------------------------------------------------------------------- |
| {\displaystyle {\ce {C23H42ClN}}} | Benzyl-dimethyl-tetradecylammoniumchloride ~ als benzalkoniumchloride |

## C23H46
| Brutoformule                        | Naam        |
| ----------------------------------- | ----------- |
| {\displaystyle {\ce {C23H46}}}      | 9-tricoseen |
| {\displaystyle {\ce {C23H46N6O13}}} | Framycetine |